# Prosopocera degeerii
Prosopocera degeerii là một loài bọ cánh cứng trong họ Cerambycidae.